# Ditassa laevis
Ditassa laevis là một loài thực vật có hoa trong họ La bố ma. Loài này được Mart. mô tả khoa học đầu tiên năm 1824.